# Гонда (Бурятія)
Гонда (рос. Гонда) — село Єравнинського району, Бурятії Росії. Входить до складу Сільського поселення Улхасааське.
Населення — 526 осіб (2015 рік).

## Постаті
- Позднякова Тетяна (* 1955) — українська легкоатлетка, марафонка, заслужений майстер спорту СРСР з легкої атлетики.